# Billy kłamca
Billy kłamca (oryg. ang. Billy Liar) – brytyjski komediodramat filmowy z 1963 roku w reżyserii Johna Schlesingera. 
Jedno z reprezentatywnych dzieł kina „młodych gniewnych”. Film zrealizowano na podstawie powieści Keitha Waterhouse’a, który postać bohatera stworzył z wykorzystaniem elementów własnej biografii.

## Fabuła
Tytułowy bohater, wywodzący się z robotniczej rodziny, niesamodzielny życiowo Billy, nosi w sobie skryty gniew i bunt przeciwko szarzyźnie codziennego życia. Zniechęcony nudną pracą, brakiem perspektyw i zrażony groszoróbstwem rodziców, najchętniej ucieka w krainę marzeń – do fikcyjnego państwa Ambrozji, gdzie jest władcą i bohaterem. W ten sposób odreagowuje swe rozmaite życiowe porażki, w wyobraźni zamieniając je w sukcesy i zwycięstwa. Realne życie urozmaica sobie, spotykając się równocześnie z dwiema dziewczętami – Ritą i Barbarą, i obydwu nieostrożnie proponując zaręczyny. Tę nieudane próby zmian oraz zatopienie się w fantazjach nagle przerywa odnowiona i obiecująca znajomość z atrakcyjną Liz – dawną znajomą, która proponuje mu zerwanie z dotychczasowym życiem i wspólny wyjazd do Londynu. Jednak Billy w swym pozornym buncie nie jest dość konsekwentny i odważny, by porzucić dom rodzinny i rozpocząć zupełnie samodzielne życie. W ostatnim momencie zawodzi jednak partnerkę i wybiegiem ratuje się przed wyjazdem, powracając do swej fantastycznej Ambrozji. Zakończenie można zinterpretować jako bohaterskie przyjęcie przez głównego bohatera odpowiedzialności za przyszłość rodziny, poprzez pozostanie, aby podjąć pracę i sprawować opiekę nad rodzicami, w miejsce ucieczki do Londynu.

## Obsada
- Tom Courtenay – Billy Fisher
- Wilfred Pickles – jego ojciec
- Mona Washbourne – jego matka
- Ethel Griffies – babcia Florence
- Finlay Currie – pan Duxbury
- Gwendolyn Watts – Rita
- Helen Fraser – Barbara
- Julie Christie – Liz
- Leonard Rossiter – pan Shadrack
- Leslie Randall – Danny Boon

## Produkcja
Zdjęcia do filmu kręcono w Anglii w następujących plenerach:
- Londyn (stacja kolejowa Marylebone Station);
- West Yorkshire (Leeds, Bradford, Baildon)[5].

## Odbiór
Dzieło filmowe Schlesingera w porównaniu z innymi filmami młodych gniewnych jest mniej nastawione na realizm społeczny, natomiast bardziej zorientowane na efekty humorystyczne. Mimo pozytywnego odbioru Billy'ego kłamcy, niektórzy krytycy zarzucali reżyserowi irytującą bierność głównego bohatera. Nie przeszkodziło to filmowi Schlesingera w zdobyciu sześciu nominacji do nagrody BAFTA. Ponadto popularność filmu przyczyniła się do kolejnych adaptacji powieści w postaci musicalu oraz serialu telewizyjnego, a w 2000 Brytyjski Instytut Filmowy wymienił Billy'ego kłamcę na liście 100 najlepszych filmów brytyjskich XX wieku.